# ビベス大学ネットワーク
ビベス大学ネットワーク（Xarxa Vives d'Universitats、カタルーニャ語発音: [ˈʃaɾʃə ˈβiβəz ðuniβəɾsiˈtats]）は、カタルーニャ語で教育を行う大学の大学間協定。略称は「XVU」。スペイン・フランス・イタリア・アンドラ公国の4か国にある計21大学が加盟している。本部はスペイン・バレンシア州カステリョン県カステリョン・デ・ラ・プラナに置かれている。名称は16世紀の学者であるジョアン・リュイス・ビベスに由来している。

## 歴史
1994年10月28日に設立された。2008年5月21日、カタルーニャ語やカタルーニャ文化の発信を行うラモン・リュイ・インスティトゥートに統合された。

## 加盟大学
| 国       | 分類          | 名称                               | 本部所在地                               |
| -------- | ------------- | ---------------------------------- | ---------------------------------------- |
| スペイン | 公立          | バルセロナ大学                     | カタルーニャ州バルセロナ                 |
| スペイン | 公立          | バルセロナ自治大学                 | カタルーニャ州バルセロナ                 |
| スペイン | 公立          | カタルーニャ工科大学               | カタルーニャ州バルセロナ                 |
| スペイン | 公立          | プンペウ・ファブラ大学             | カタルーニャ州バルセロナ                 |
| スペイン | 公立          | ジローナ大学                       | カタルーニャ州ジローナ                   |
| スペイン | 公立          | リェイダ大学                       | カタルーニャ州リェイダ                   |
| スペイン | 公立          | ルビーラ・イ・ビルジーリ大学       | カタルーニャ州タラゴナ                   |
| スペイン | 公立          | バレンシア大学                     | バレンシア州バレンシア                   |
| スペイン | 公立          | バレンシア工科大学                 | バレンシア州バレンシア                   |
| スペイン | 公立          | アリカンテ大学                     | バレンシア州アリカンテ                   |
| スペイン | 公立          | エルチェ・ミゲル・エルナンデス大学 | バレンシア州エルチェ                     |
| スペイン | 公立          | ジャウメ1世大学                    | バレンシア州カステリョン・デ・ラ・プラナ |
| スペイン | 公立          | バレアレス諸島大学                 | バレアレス諸島州パルマ・デ・マヨルカ     |
| スペイン | 私立          | アバト・オリバCEU大学              | カタルーニャ州バルセロナ                 |
| スペイン | 私立          | カタルーニャ国際大学               | カタルーニャ州バルセロナ                 |
| スペイン | 私立 通信教育 | カタルーニャ・オベルタ大学         | カタルーニャ州バルセロナ                 |
| スペイン | 私立          | ラモン・リュイ大学                 | カタルーニャ州バルセロナ                 |
| スペイン | 私立          | ビック大学                         | カタルーニャ州ビック                     |
| フランス | 公立          | ペルピニャン大学                   | オクシタニー地域圏ペルピニャン           |
| イタリア | 公立          | サッサリ大学                       | サッサリ県サッサリ                       |
| アンドラ | 公立          | アンドラ大学                       | アンドラ・ラ・ベリャ                     |